# Abchazja
Abchazja (abch. Аҧсны – Apsny, gruz. აფხაზეთი – Apchazeti, ros. Абха́зия – Abchazija) – terytorium na wschodnim wybrzeżu Morza Czarnego, formalnie część Gruzji, faktycznie państwo nieuznawane (uznane przez 5 państw na świecie, w tym Rosję) ze stolicą w Suchumi , położone nad Morzem Czarnym i na zachodnim Kaukazie. Zajmuje powierzchnię 8550 km², zamieszkuje je ponad 240 tys. osób.
Od 1992 Abchazja jest w praktyce niepodległym państwem, pozostającym poza zwierzchnością władz gruzińskich, którego władze stosują nazwę Republika Abchazji (abch. Аҧсны Аҳәынҭқарра – Apsny Ahłyntkarra lub Ареспублика Аҧсны – Arespublika Apsny (obie formy stosowane są przez władze abchaskie), ros. Республика Абхазия – Riespublika Abchazija, gruz. რესპუბლიკა აფხაზეთი – Respublika Apchazeti).
Progruziński rząd Abchaskiej Republiki Autonomicznej, do czasu wojny separatystów z Gruzją w sierpniu 2008, rezydował w Czchałcie w Górnej Abchazji. Współcześnie rząd Abchazji (a nie rząd Abchaskiej Republiki Autonomicznej) włada całym terytorium kraju .

## Ustrój polityczny
Organizacje międzynarodowe (ONZ, Rada Europy itd.) uznają Abchazję za część składową Gruzji. Separatystyczny rząd Abchazji przyjmuje, że jest ona niepodległym państwem – jednostronna proklamacja niepodległości nastąpiła w 1992 roku.
Podczas wojny domowej w Gruzji władze rosyjskie przyczyniły się w decydującym stopniu do przetrwania niezależnego państwa abchaskiego poprzez wsparcie militarne i finansowe. Dzisiaj Rosja wciąż posiada szerokie wpływy polityczne i wojskowe we władzach republiki, de facto będąc gwarantem jej istnienia.
Tuż po jednostronnym proklamowaniu niepodległego państwa przez Kosowo w lutym 2008 roku, prezydent Abchazji zapowiedział, że skieruje wniosek do Rosji i innych państw Wspólnoty Niepodległych Państw o uznanie państwowości republiki. Władze republiki zainteresowane są wejściem Abchazji do Związku Białorusi i Rosji jako trzeciego członu państwowego, a jako minimum – uzyskaniem statusu niepodległego państwa, luźno stowarzyszonego z Rosją. W sierpniu 2008, po wygranej wojnie, w Abchazji odbyły się masowe demonstracje z żądaniem uznania niepodległości Abchazji.
Państwa uznające niepodległość Abchazji to:
- Rosja – 26 sierpnia 2008
- Nikaragua[6] – 5 września 2008
- Wenezuela[7] – 10 września 2009
- Nauru[8] – 15 grudnia 2009
- Syria[9] – 29 maja 2018

23 maja 2011 roku niepodległość Abchazji uznało również Vanuatu, jednak 20 maja 2013 roku premier tego państwa ogłosił zerwanie wzajemnych stosunków. Drugim podobnym przypadkiem jest Tuvalu – państwo to uznało Abchazję 18 września 2011 r., lecz wycofało to uznanie 31 marca 2014 roku.
Ponadto niepodległość Abchazji uznały jeszcze w 2006 roku trzy inne nieuznawane na arenie międzynarodowej republiki – Osetia Południowa, Górski Karabach i Naddniestrze.

## Geografia

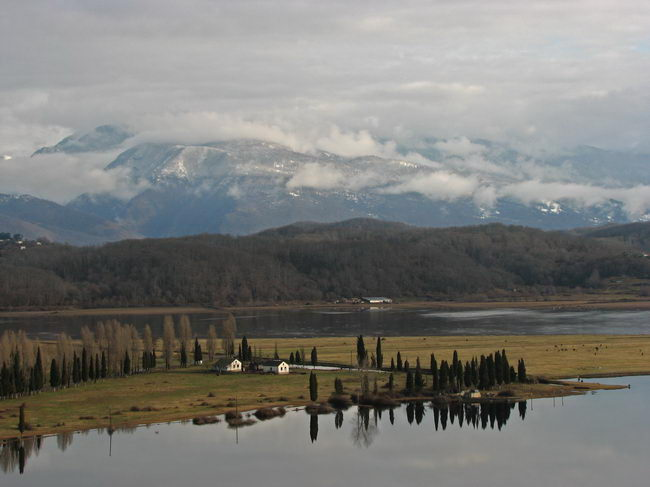
Abchazja – widok Kaukazu z okolic Picundy

Większą część terytorium (ok. 70%) zajmują góry – południowe stoki głównego grzbietu Kaukazu (ważniejsze przełęcze: Kłuchorska i Maruchska) oraz jego odgałęzienia: na północnym zachodzie Góry Gagryjskie, w centrum Góry Bzypijskie i Góry Abchaskie, na południowym wschodzie Góry Kodorskie. Najwyższym szczytem jest Dombaj-Ulgen (4046 m n.p.m.). Góry zachodniej Abchazji składają się głównie ze skał węglanowych które rozpuszczają się w wodzie, tworząc jaskinie krasowe. Najsłynniejszymi z nich są Jaskinia Nowoatońska i Jaskinia Abrskila. Z kolei w masywie Arbaa znajduje się Jaskinia Krubera – najgłębsza jaskinia na świecie.
W Abchazji znajduje się ponad 180 jezior. Największymi i najbardziej znanymi są jeziora Amtkjal i Rica.
Abchazja ma niewielkie zasoby węgla kamiennego, rud cynku, ołowiu, miedzi, rtęci i barytu, oraz surowców budowlanych. Kraj obfituje w liczne źródła mineralne (np. miejscowość Awdachara).
Główne rzeki: Bzyp, Kodori, Psou, Gumista i Galidzga.
Na wybrzeżu panuje klimat podzwrotnikowy, wilgotny, w górach od 500 do 2000 m n.p.m. – górski umiarkowany, powyżej 2000 m n.p.m. – górski chłodny. Średnia temperatura w styczniu wynosi od −2 °C do +7 °C, w lipcu od +16 °C do +24 °C, roczne opady wynoszą 1300–2400 mm.
Na wybrzeżu i pogórzu przeważają czerwonoziemy i żółtoziemy, wyżej gleby próchniczno-węglanowe, brunatne gleby leśne i gleby górskie.
Pierwotna roślinność, chroniona w rezerwatach (Rica, Gumistyński, Pschuski, Picundyjsko-Miusserski) to do wys. 1000 m n.p.m. zrzucające na zimę lasy liściaste (z drzewami takich rodzajów jak: buk, kasztan, dąb, grab) z podszytem z wiecznozielonych krzewów (laurowiśnia, rododendron, ostrokrzew, bukszpan).
Lasy zajmują ponad 55% powierzchni. Występują w nich niedźwiedzie, dziki, jelenie, sarny, żubry.

## Historia

### Wczesna historia Abchazji

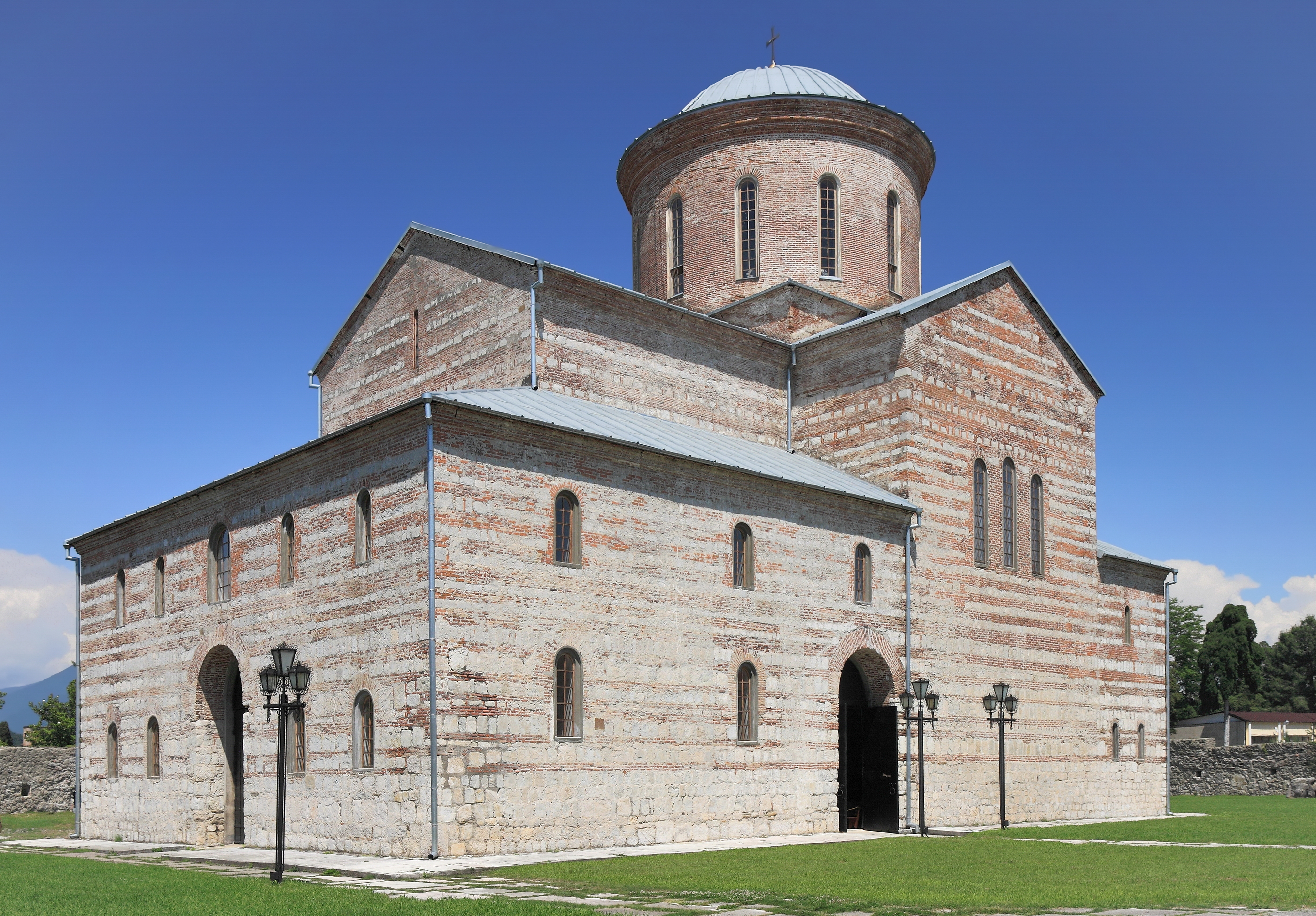
Sobór św. Andrzeja

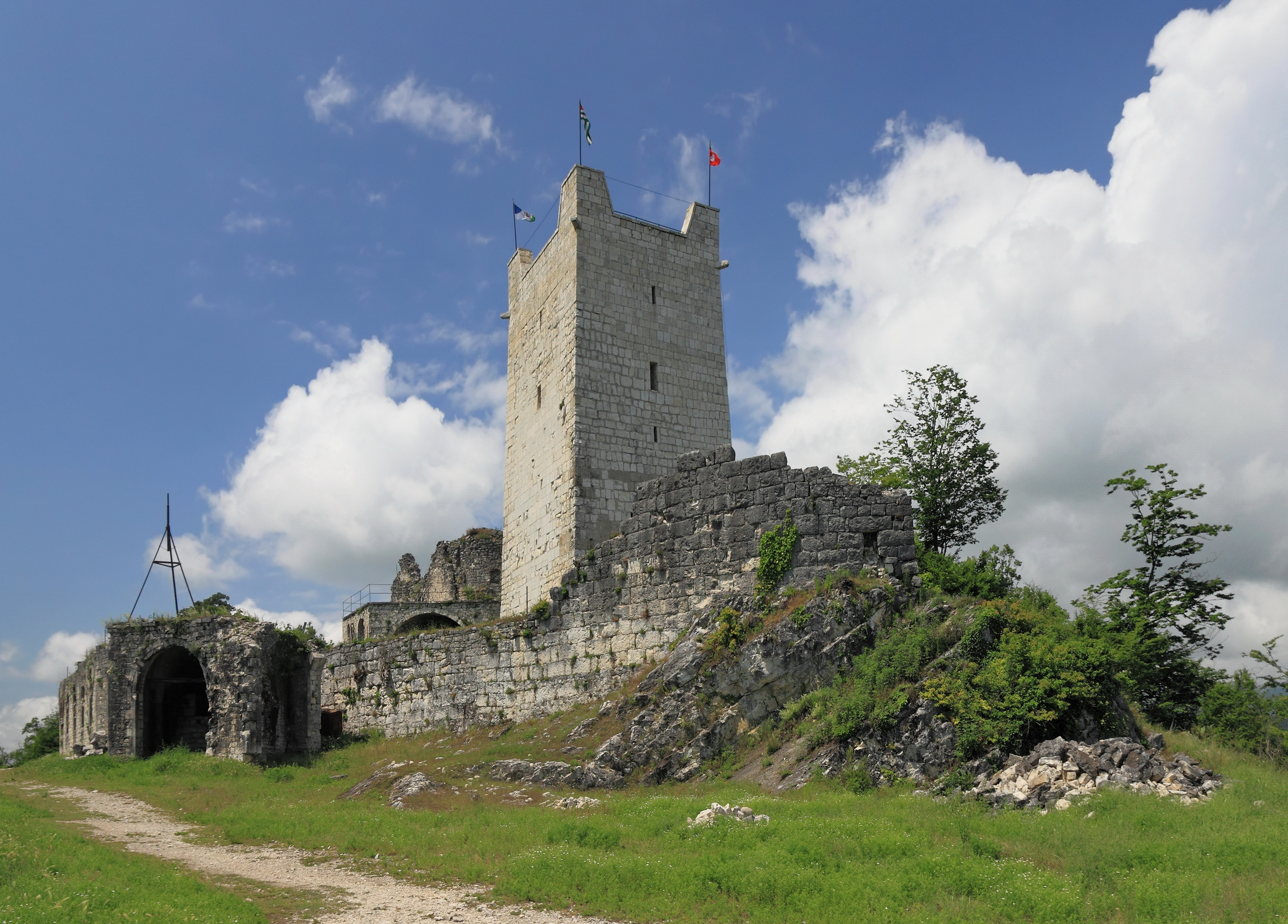
Twierdza Anakopia

Obszar zamieszkany już w paleolicie – jeden z najwcześniejszych ośrodków rolnictwa i obróbki metali.
W I tysiącleciu p.n.e. część starożytnego królestwa Kolchidy skolonizowanej przez Greków. Powstały wówczas milezyjskie kolonie Dioskurias (dzisiejsze Suchumi) i Fasis (dzisiejsze Poti). W roku 65 p.n.e. terytorium współczesnej Abchazji znalazło się pod władzą Rzymian. Od IV wieku była pod wpływami Lazyki (Egrisi) a później Cesarstwa Bizantyńskiego. Za pośrednictwem Bizancjum na początku VI wieku nastąpiła chrystianizacja terenów dzisiejszej Abchazji. Językiem używanym w kościołach został język grecki, a siedzibą arcybiskupa podległego Patriarsze Konstantynopola było miasto Pityus (dzisiejsza Picunda).
W VII wieku do władzy doszła lokalna dynastia Anosydów, zwanych też Leonidami, którzy władali z miasta Anakopia (dzisiejszy Nowy Aton). W 736, do Abchazji wdarli się Arabowie, ścigający książąt gruzińskich, braci Mira z Lazyki (Egrisi) i Archila z Kartlii. Połączone siły trzech książąt, a także epidemia dyzenterii i powódź doprowadziły do wycofania się Arabów. Po tym wydarzeniu władający Abchazją Leon I ożenił się z córką Mira. Ich syn, kolejny władca abchaski, Leon II uniezależnił się od Bizancjum. W 780 roku ogłosił się królem, podbił tereny Lazyki, jednocząc ziemie dzisiejszej zachodniej Gruzji i Abchazji w jedno silne państwo noszące nazwę Królestwa Abchazji. W 806 r. Leon II przeniósł stolicę z Anakopii do Kutaisi. Wówczas elity porzuciły język grecki na rzecz języka gruzińskiego i uległy gruzinizacji. Stworzone przez Leona II Królestwo Abchazji przeżywało rozkwit na przełomie IX i X wieku, stając się najsilniejszym organizmem państwowym w regionie, który skutecznie rywalizował z leżącą na wschodzie Kachetią i leżącą na południu Tao-Klardżetią. Ostatni z rodu Leonidów, Teodozjusz III (rządzący w latach 975–978), nie miał męskiego potomka. Władzę przejęła blisko spokrewniona z Leonidami gruzińska gałąź dynastii Bagrationi (dynastia ta miała też gałąź ormiańską). Wywodzący się z niej Bagrat II (który był siostrzeńcem Teodozjusza III) w 978 roku został królem Abchazji. Przyłączył sąsiednie gruzińskie księstwa do swojego królestwa i w roku 1008 został (jako Bagrat III) pierwszym królem zjednoczonego Królestwa Abchazji i Kartli. Nowy twór państwowy nazwano po raz pierwszy Gruzją (Sakartwelo).

Państwa kaukaskie w roku 300
Tereny Abchazji jako część Lazyki w roku 385
Abchazja w roku 750
Królestwo Abchazji w roku 850
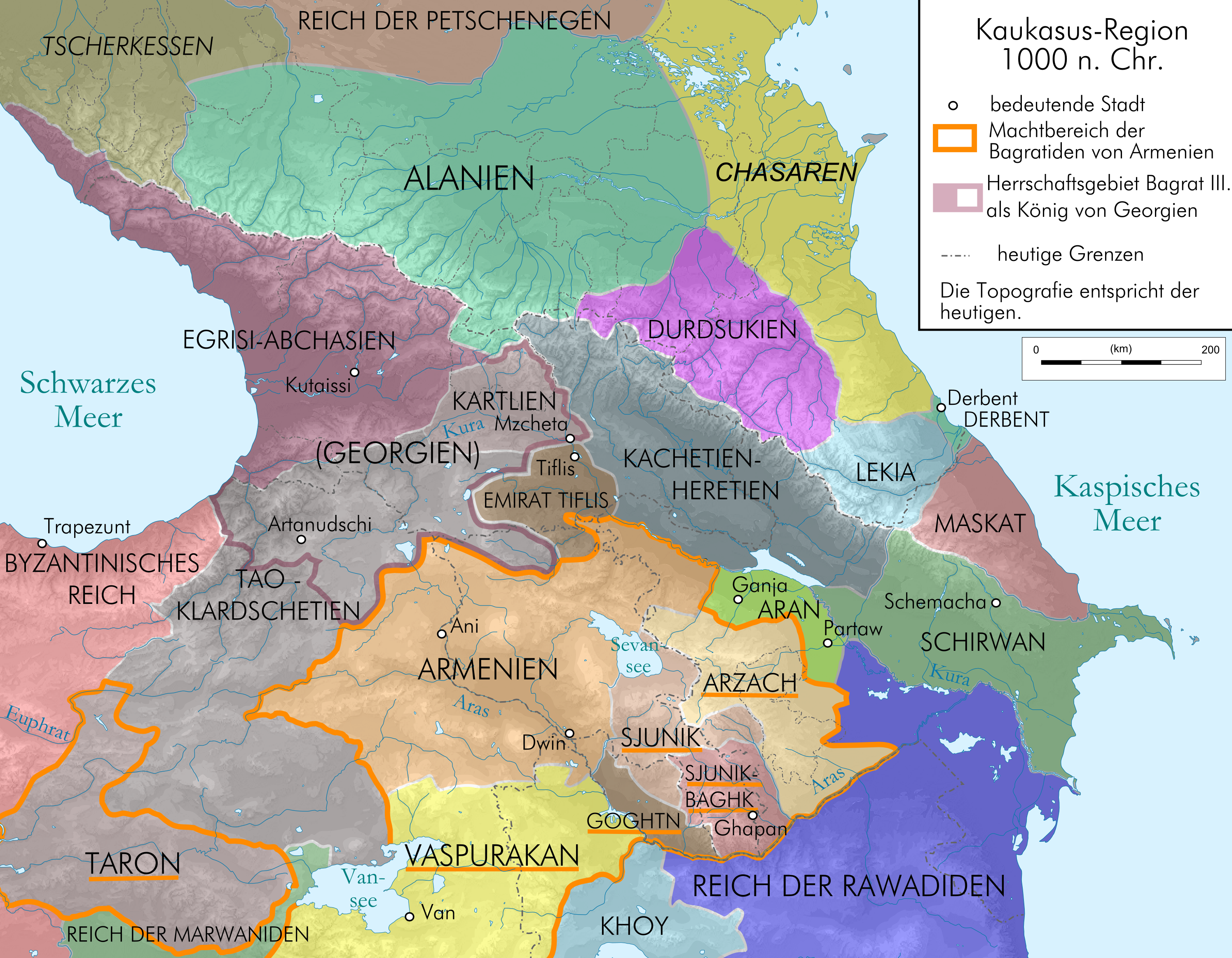
Królestwo Abchazji w roku 1000

W XV wieku Królestwo Gruzji weszło w okres rozbicia dzielnicowego. W wyniku niego Abchazja (wówczas Księstwo Abchaskie) stała się zależna od gruzińskiego Królestwa Imeretii bądź od Imperium Osmańskiego. W tych czasach Abchazją rządził miejscowy ród Czaczbów (Szerwaszydzów), który uznawał także zwierzchność książąt Odiszi (Megrelii). Do 1580 władcy Abchazji zdołali zrzucić jarzmo zależności zarówno od Imeretii, jak i Odiszi, co doprowadziło do permanentnej wojny z tym drugim księstwem. Abchazom udało się m.in. zdobyć Tskhumi (Suchumi). Z czasem Księstwo Abchaskie zaczęło ulegać wpływom Imperium Osmańskiego, co doprowadziło do jego częściowej islamizacji (w odłamie sunnickim). W latach 1725, 1728, 1733, 1771, 1806 wybuchały kolejne antyosmańskie powstania. Władca Abchazji, książę Leon, zdecydował się przejść na islam dopiero w drugiej połowie XVIII wieku, uznając wówczas ostatecznie zwierzchnictwo osmańskie. Wtedy też Turcy przekazali książęcej rodzinie Czaczbów (Szerwaszidzów) twierdzę Suchumi.
Na przełomie XVIII i XIX wieku, próbując wyzwolić się z podporządkowania Turkom, Gruzini zaczęli poszukiwać protekcji w Rosji. Z kolei rządzący wówczas Abchazją książę Kelesz-Bej Szerwaszidze, nie był przekonany o słuszności tej polityki. Mimo to w 1803 roku nawiązał oficjalne stosunki z wojskowymi władzami rosyjskimi w podbitej Gruzji. Perspektywa zbliżenia abchasko-rosyjskiego zdecydowała, że sułtan osmański zlecił zamach na księcia abchaskiego, do którego doszło 2 maja 1808, a który prawdopodobnie przeprowadził syn księcia – Arslan-Bej. Jednak stronnictwo prorosyjskie zaczęło zwyciężać wśród elit abchaskich i stojący na jego czele jeden z synów Kelesz-Beja – Sefer-Bej poprosił o protekcję cara rosyjskiego w petycji wysłanej w 1808. Aleksander I w dniu 17 lutego 1810 roku podpisał dekret uznający petycję, a tym samym akt wstąpienia Księstwa Abchazji do Imperium Rosyjskiego. Gdy w 1810 roku wojska rosyjskie zajęły Suchumi, Sefer-Bej nawrócił się na chrześcijaństwo (przyjmując imię Grzegorza) i w pełni podporządkował się Rosji.

### Abchazja w XIX w.
Choć Abchazja wstąpiła do Imperium Rosyjskiego, formalnie i praktycznie rządził nią książę abchaski z rodu Czaczbów (Szerwaszydzów) podporządkowany bezpośrednio carowi Rosji. Rządy abchaskie funkcjonowały bez ingerencji władz rosyjskich, które skupiły się tylko na dominacji wojskowej, pozostawiając rządy abchaskiej elicie władzy. Ta jednak nie umiała zapanować nad stałą rywalizacją i walką między dwoma stronnictwami, rosyjskim i tureckim. Bowiem choć prorosyjskie stronnictwo wyniosło Sefer-Beja do władzy, większość ludności Abchazji była przeciwna inkorporacji rosyjskiej, wzniecając powstania w latach 20., 30. i 40 XIX wieku. Niepokój na Kaukazie starało się wykorzystywać Imperium Osmańskie, a Abchazja stała się polem rywalizacji osmańsko-rosyjskiej. Kiedy w 1853 roku wybuchła wojna krymska, Turcy zdołali na krótko zająć Suchumi, a następnie całą Abchazję i sąsiednią Megrelię. Szybko jednak odbito te tereny i przywrócono zwierzchnictwo rosyjskie nad Abchazją, nadal mającą swoją autonomię.
Sytuacja zmieniła się w 1864 r. po zakończeniu wojny rosyjsko-czerkieskiej, w której to Abchazowie wspomagali swoich pobratymców Czerkiesów, walczących przeciwko kolonialnej polityce rosyjskiej. Wówczas podporządkowano Abchazję bezpośrednio administracji rosyjskiej tworząc suchumski okręg wojskowy. Reakcją na zniesienie autonomii było krwawo zdławione powstanie narodowe Abchazów w 1866 roku.
Podczas wojny rosyjsko-tureckiej w latach 1877–1878, Abchazja została poważnie zniszczona. W konsekwencji klęski powstania z 1877 i przetaczających się przez kraj wojen, a także rosyjskiej polityki machadżyrstwa nastąpiła masowa emigracja abchaskich muzułmanów na terytorium Imperium Osmańskiego – wówczas około połowa Abchazów opuściła swoją ojczyznę. W okresie 1877–1905 Abchazowie ze względu na liczne bunty byli na mocy carskiego ukazu na liście „winnych narodów”, stanowiących zagrożenie dla Imperium Rosyjskiego. Z poparciem władz carskich w Abchazji zaczęli osiedlać się prawosławni Gruzini i Rosjanie oraz uchodzący z terenów dzisiejszej Turcji Ormianie i Grecy. Od lat 70. XIX wieku wzmogła się imigracja ludności gruzińskiej. W rezultacie udział Abchazów w składzie ludności prowincji spadł z 85,7% w 1886 roku do 55,3% w 1897 roku. Wskutek wypędzenia ludności abchaskiej przez Imperium Rosyjskie jeszcze w latach sześćdziesiątych XIX wieku przez większą część XX wieku Abchazowie byli mniejszością na swoim terytorium, które stopniowo zaczęło być zasiedlane przez Gruzinów i Ormian.
W marcu 1918 roku w Abchazji wybuchło bolszewickie powstanie, w wyniku którego 8 kwietnia przejęto władzę w stolicy Suchumi. Jednakże władza bolszewików w Abchazji przetrwała zaledwie 40 dni do 17 maja, kiedy to została zdławiona przez gruzińskich mienszewików. W maju 1918 roku na konferencji w Batumi powołana została tak zwana Republika Górska Północnego Kaukazu, w skład której weszła m.in. Abchazja, Adygeja, Kabardia, Osetia, Czeczenia i Dagestan. Mimo to, 26 maja 1918 roku władze w Tbilisi ogłosiły niepodległość Demokratycznej Republiki Gruzji, obejmującej Abchazję, pomimo protestów władz „Republiki Górskiej”. Włączenie Abchazji w skład Gruzji poprzedziły nadzorowane przez gruzińskie wojsko wybory do Abchaskiej Rady Narodowej zbojkotowane przez ludność abchaską. W efekcie organ został zdominowany przez miejscowych Gruzinów, którzy opowiedzieli się za połączeniem regionu z Gruzją. Choć przyznano Abchazji formalną autonomię, władze gruzińskie zaczęły mocno ingerować w życie Abchazów. Ograniczono swobody, w tym przemieszczania się w związku z rzekomymi protureckimi sympatiami, a także, na polecenie gruzińskiego premiera Noego Żordanii, podjęto kroki ku gruzinizacji Abchazów, deprecjonując m.in. język abchaski, określany mianem „wymysłu rosyjskich urzędników”. Nastąpiła wówczas kolejna fala emigracji abchaskich muzułmanów do Turcji.

### Abchazja czasów komunistycznych
Rewolucja październikowa w 1917 roku spowodowała rozpad Imperium rosyjskiego, Gruzja uniezależniła się od Rosji tworząc Demokratyczną Republikę Gruzji, w skład której wchodził też teren Abchazji, co zostało potwierdzone przez traktat pokojowy z Rosją Radziecką z 7 maja 1920 roku. Ale już 4 marca 1921 roku, po podboju Gruzji przez Armię Czerwoną, proklamowano Abchaską Socjalistyczną Republikę Radziecką i Gruzińską Socjalistyczną Republiką Radziecką, które 16 grudnia 1921 podpisała tzw. „umowę o związku”, na mocy której utworzono wspólne państwo sowieckie, składające się z dwóch równoprawnych republik, ale mającego wspólną nazwę (Gruzja) oraz stolicę Tyflis (Tbilisi). 13 grudnia 1922 roku Gruzją i będąca w związku z nią Abchazja wspólnie wstąpiły do Zakaukaskiej Federacyjnej Socjalistycznej Republiki Radzieckiej, która 30 grudnia 1922 roku jako jeden z czterech członów utworzyły ZSRR. 1 kwietnia 1925 przyjęto abchaską konstytucję, w której podkreślono republikański status Abchazji i jej sojusz na równych prawach z Gruzją. W 1931 roku pod nazwą Abchaska Autonomiczna Socjalistyczna Republika Radziecka Abchazja została włączona dekretem Stalina do Gruzińskiej SRR.
W XX wieku trwała intensywna gruzinizacja Abchazji, którą forsował m.in. Ławrientij Beria, Gruzin pochodzący z Abchazji. Przesiedlenia abchaskie i gruzinizacja terenu, prowadzona również przez politykę osadzania Gruzinów na terenach abchaskich, doprowadziła do znacznych ubytków narodu abchaskiego, w efekcie których rdzenni mieszkańcy stali się mniejszością. Władze radzieckie wspierały masowe osadnictwo etnicznych Gruzinów (głównie z sąsiedniej, gruzińskiej Megrelii), po części w celu zwiększenia produkcji rolniczej na tym obszarze, po części zaś z myślą o dalszej zmianie proporcji etnicznych na korzyść Gruzinów. Po wyjeździe Berii do Moskwy w 1938, jego następca Kandid Czarkwiani kontynuował politykę gruzinizacji Abchazji. W epoce stalinowskiej abchaskie i gruzińskie elity polityczne ostro rywalizowały. Zaczęło się w 1936 od tajemniczej śmierci, otrucia Nestora Łakoby – przywódcy abchaskich komunistów, który był największym rywalem Berii. Wymordowano niemal całą abchaską inteligencję, zamykano abchaskie szkoły. Łaciński alfabet, którym zapisywano język abchaski, zastąpiono alfabetem gruzińskim (po kilkunastu latach zamienionym na cyrylicę). Abchaskie nazwy miejscowości, ulic, punktów geograficznych itp. zamieniano nazwami gruzińskimi (m.in. Suchum stał się Suchumi). Zabroniono także nadawania dzieciom abchaskich imion, co spowodowało, że ci, którzy nie chcieli przyjąć gruzińskich, wybierali rosyjskie, a czasami także polskie (wśród tego pokolenia Abchazów spotykało się Władysławów, Stanisławów i Teofilów).
W latach 1926–1959 liczebność Abchazów wzrosła z niespełna 56 do 61 tysięcy, Gruzinów zaś z 68 do 158 tysięcy, a Rosjan z 13 do 86 tysięcy. W efekcie nastąpił gwałtowny spadek procentowego udziału Abchazów w populacji (z 25% do 16%) i wzrost procentowego udziału Rosjan w populacji Abchazji (z 6 do 21%). Natomiast procentowy udział Gruzinów w populacji wzrósł nieznacznie (z 34 do 39%). Po śmierci Stalina i odejściu od władzy Berii nastąpiły zmiany w położeniu Abchazów. Postanowienie Prezydium KC KPZR z 10 czerwca 1956 roku O błędach i niedociągnięciach w pracy Komitetu Centralnego Komunistycznej Partii Gruzji zawierało stwierdzenie, że republikańskie władze Gruzji „celowo prowadziły politykę zmierzającą do likwidacji kultury narodowej ludności abchaskiej, ormiańskiej i osetyńskiej i przymusową asymilację”. Ponownie otwarto abchaskie szkoły i zezwolono na nadawanie dzieciom abchaskich imion. Abchazja jednak była najsłabiej rozwiniętą częścią Gruzińskiej SRR, gruzinizacja i niekorzystne dla Abchazów zmiany demograficzne nie zostały zahamowane. Doprowadziło to do manifestacji narodowościowych Abchazów. Pierwsza miała miejsce w 1954, druga 10 lat później, kolejne, a zarazem najsilniejsze w 1978 i 1979 roku. Po tych ostatnich, władze Gruzińskiej SRR poszły na drobne ustępstwa i zgodziły się na powołanie abchaskiego uniwersytetu, telewizji i dwóch nowych czasopism, a także zaprzestano przemysłowego wyrębu lasów w Abchazji. 18 marca 1989 roku, 30 tys. Abchazów zgromadzonych na polanie we wsi Lychny w rejonie Gudauta zażądało przywrócenia Abchazji statusu republiki związkowej w ramach ZSRR. Petycję w tej sprawie podpisali także członkowie komunistycznych władz abchaskich. Na podstawie licznych wystąpień Abchazów, Wojciech Górecki uważa, że „Żaden inny naród w ZSRR nie buntował się tak często”. Odpowiedzią na abchaskie zgromadzenie w Lychny było pod koniec marca zwołanie przez gruzińskie Towarzystwo Ilji Czawczawadze wielotysięcznego mityngu w Suchumi, który przeszedł przez centrum miasta pod hasłami „Gruzja dla Gruzinów” oraz „Abchazja – nieoddzielna część Gruzji”. Kolejna gruzińska manifestacja odbyła się w miejscowości Leselidze i sprowokowała Abchazów do użycia przemocy wobec jej uczestników. Zdarzenie to, choć nie poniosło za sobą ofiar, stało się impulsem do fali strajków podjętych przez gruzińskich robotników w zakładach w Suchumi. Równolegle demonstracje zwoływane przez narodową opozycję pod hasłem wsparcia dla abchaskich Gruzinów zaczęły wstrząsać Tbilisi.
W lipcu 1989 roku w Suchumi wybuchły pierwsze abchasko-gruzińskie starcia zbrojne. Bezpośrednią przyczyną była decyzja kierownictwa Gruzińskiej SRR, aby obok uniwersytetu abchaskiego powstała filia Uniwersytetu Państwowego z Tbilisi. W zamieszkach zginęło 9 Gruzinów i 5 Abchazów. Rosnące narodowe aspiracje Gruzinów spowodowały, że 19 sierpnia 1989 Rada Najwyższa Gruzji przyjęła ustawę o Państwowym Programie dla Gruzińskiego Języka. Nowe prawo zakładało obligatoryjną naukę języka gruzińskiego we wszystkich szkołach oraz obowiązkowe testy z języka gruzińskiego i gruzińskiej literatury przy aplikacji na studia. W Abchazji jednoznacznie odczytano to, jako powrót do polityki gruzinizacji.
W 1989 roku Abchazja liczyła 525 tys. osób, w tym 45,7% Gruzinów, 17,8% Abchazów, 14,6% Ormian i 14,3% Rosjan. Pod koniec 1990 roku przeprowadzono wybory stosując, zgodnie z nowo ustalonymi kilka miesięcy wcześniej zasadami zapisanymi w konstytucji Abchazji, kwoty etniczne. Według tych kwot dla narodowości abchaskiej zarezerwowano 28 mandatów, gruzińskiej – 26 mandatów, ludności rosyjskojęzycznej – 11 mandatów. Pomimo że zasady nowej ordynacji wyborczej zostały uzgodnione z władzami gruzińskimi, Rada Najwyższa Gruzji uchwaliła prawo zakazujące startowania w wyborach lokalnych komitetów i partii, w tym reprezentujących naród abchaski. Jeszcze przed przeprowadzeniem nowych wyborów, w odpowiedzi na wprowadzone miesiąc wcześniej przez władze gruzińskie prawo likwidujące autonomię Abchazji, 25 sierpnia 1990 roku Rada Najwyższa Abchazji proklamowała odłączenie autonomii od Gruzińskiej SRR i powołanie Abchaskiej Socjalistycznej Republiki Radzieckiej jako suwerennej republiki wchodzącej w skład Związku Radzieckiego. Niedługo przed ustąpieniem z urzędu, Michaił Gorbaczow podjął decyzję o referendum 17 marca 1991 roku, które miało na celu przebudowanie Związku Radzieckiego. Gruzini z Gruzji nie wzięli w nim udziału, gdyż wybrali już drogę niepodległości. Abchazi zaś, zaniepokojeni niepodległością Gruzji (i tym samym postępującą gruzinizacją ich ziem), wzięli udział w referendum. 52,3% mieszkańców Abchazji (prawie wszyscy nie-Gruzini) opowiedziało się (większością 98.6%) za pozostaniem w ramach ZSRR, jednak ich głos został zignorowany. Wkrótce po tym rozpoczęły się demonstracje i zamieszki.

### Abchazja i Gruzja po rozpadzie ZSRR

Mapa działań wojennych

Po proklamowaniu przez Gruzję niepodległości i upadku Związku Radzieckiego, status Abchazji w ramach Gruzji nie został uregulowany. Abchaskie żądania dużej autonomii spotykały się z kategorycznym sprzeciwem Tbilisi, które upierało się przy państwie unitarnym. W związku z tym abchaska Rada Najwyższa uchwaliła przywrócenie konstytucji z 1925 roku. Abchazja była wówczas republiką związkową, zatem teraz miałaby prawo do własnego państwa. Decyzja ta, podjęta 23 lipca 1992 została uznana za proklamację niepodległości.
Napięcie między Abchazami a abchaskimi Gruzinami starał się łagodzić pierwszy gruziński prezydent Zwiad Gamsachurdia. Jego obalenie w wyniku zamachu stanu w Tbilisi przekreśliło szanse na pokojowe rozwiązanie konfliktu. Na początku 1992 roku przybyły z Moskwy Eduard Szewardnadze nie potrafił zapanować nad politykami, chcącymi militarnie rozwiązać „problem abchaski”. W sierpniu tego samego roku, Tengiz Kitowani, minister obrony Gruzji (będący jednym z członków triumwiratu, który przejął władzę w Gruzji) wprowadził do Abchazji gruzińską Gwardię Narodową. Pretekstem było ściganie zwolenników obalonego prezydenta Zwiada Gamsachurdii i ochrona linii kolejowej łączącej Gruzję z Rosją. Wejście zbrojne Gruzinów do Abchazji spowodowało wybuch regularnych walk, które przeistoczyły się w dwuletnią krwawą wojnę, w której obie strony dopuściły się zbrodni wojennych.

### Abchazja po wojnie
W efekcie wygranej przez Abchazów wojny, prawie połowa mieszkańców Abchazji (którymi byli głównie Gruzini i Megrelowie) została zmuszona do jej opuszczenia. Wygnanie gruzińskiej większości ludności (ponad 200 tys. ludzi) budziło olbrzymie emocje. Strony konfliktu wykorzystywały argumenty historyczne w celu uzasadnienia swoich racji, np. instytucje separatystycznej Abchazji i Rosji podawały oficjalną wersję historii Abchazji, według której Abchazowie byli ofiarami stalinowskiej polityki gruzinizacji.
1 grudnia 1993 roku, dwa miesiące po zakończeniu walk, rozpoczęły się rozmowy pokojowe. W rezultacie podpisano w maju 1994 roku w Moskwie porozumienia o rozejmie i o zasadach powrotu uchodźców oraz deklarację działań na rzecz uregulowania konfliktu. Na jego mocy na granicy administracyjnej Abchazji i Gruzji powstała strefa bezpieczeństwa, w której stacjonują z mandatu ONZ Kolektywne Siły Pokojowe (złożone wyłącznie z żołnierzy rosyjskich). Mimo że obie strony miały świadomość potrzeby rozwiązań pokojowych (wojna je dużo kosztowała), nie umiały zgodzić się co do nowego kształtu relacji abchasko-gruzińskich. Gruzini, choć przed wojną tego nie dopuszczali, byli gotowi na federację, z prawdziwą autonomią dla Abchazji. Dla Abchazów (jako zwycięzców wojny), było to jednak za mało i proponowali konfederację Abchazji i Gruzji. Nastąpił impas.

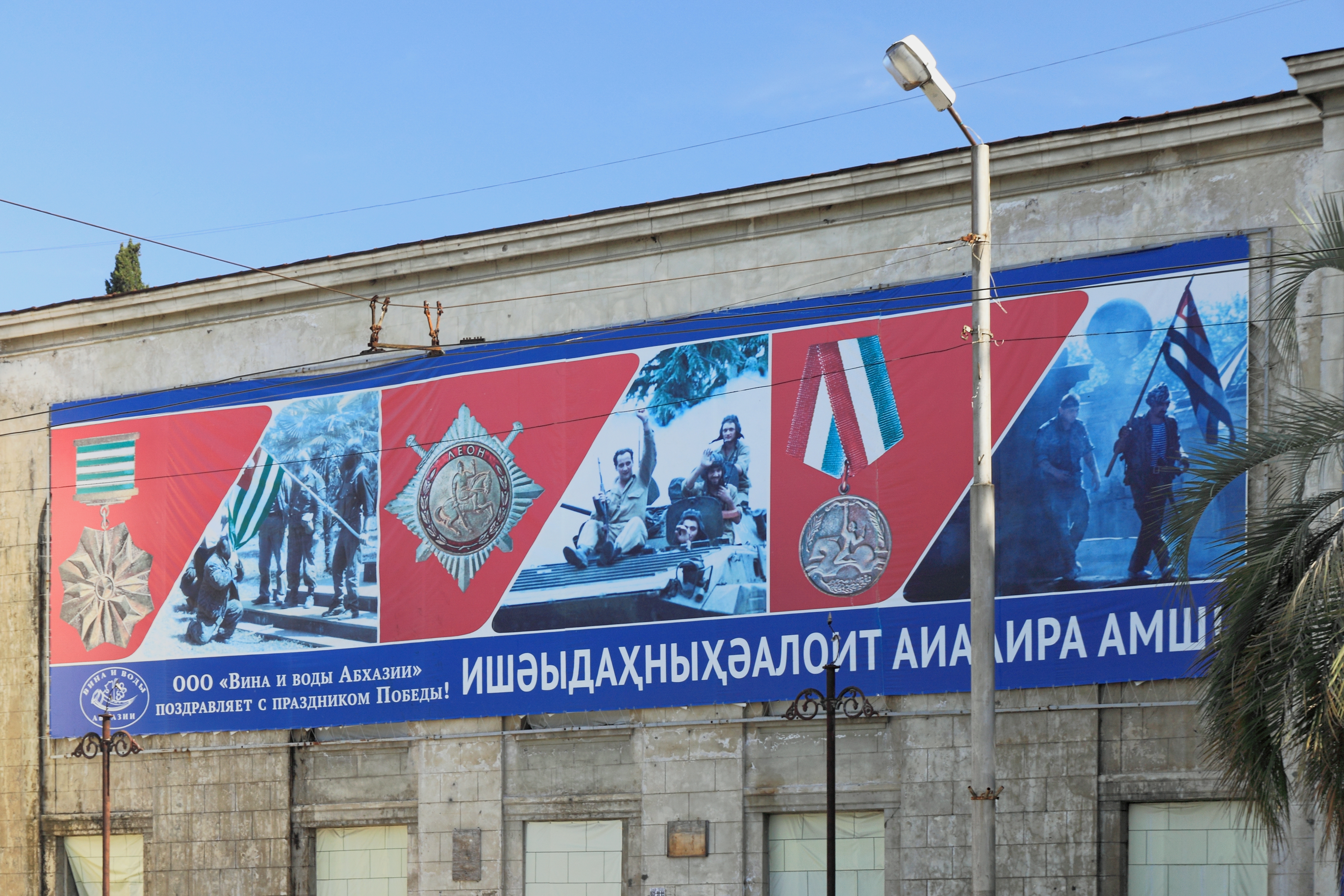
Narodowo-patriotyczny baner na ścianie

Brak postępu w rokowaniach skłonił władze abchaskie do podjęcia kroków prawnych. 26 listopada 1994 roku abchaski parlament przyjął nową konstytucję i powołał Władysława Ardzinbę na prezydenta. Decyzja ta oburzyła Gruzinów, a jednocześnie nie spodobała się Rosji, która zaczęła wspierać Gruzję rządzoną przez Eduarda Szewardnadzego. Rozmowy wznowiono jesienią 1996 roku. W czerwcu i lipcu 1997 roku dyskutowano już projekt traktatu pokojowego, wynegocjowanego przez Jewgienija Primakowa – ministra spraw zagranicznych Rosji. Przewidywał on utworzenie państwa gruzińsko-abchaskiego ze wspólnym rządem, federacji, ale dającej Abchazji międzynarodową podmiotowość. 1 sierpnia 1997 roku prezydent Borys Jelcyn zaprosił do Moskwy Szewardnadzego i Ardzinbę na uroczyste podpisanie traktatu. Jednak do spotkania i podpisania traktatu nie doszło. Wynegocjowany tekst opublikowała rosyjska „Niezawisimaja Gazieta”, doprowadzając do fali oburzenia w Gruzji. Opozycja oskarżyła władzę o zdradę stanu. Szewardnadze w radiowym orędziu próbował przekonać naród do pogodzenia się z Abchazami i pójścia na pewne ustępstwa, przekonywając, że nie można żyć przeszłością. W Abchazji także pojawiły się pewne głosy sprzeciwu wobec traktatu pokojowego. Ostatecznie nie podpisano go, a konflikt abchasko-gruziński został zamrożony.

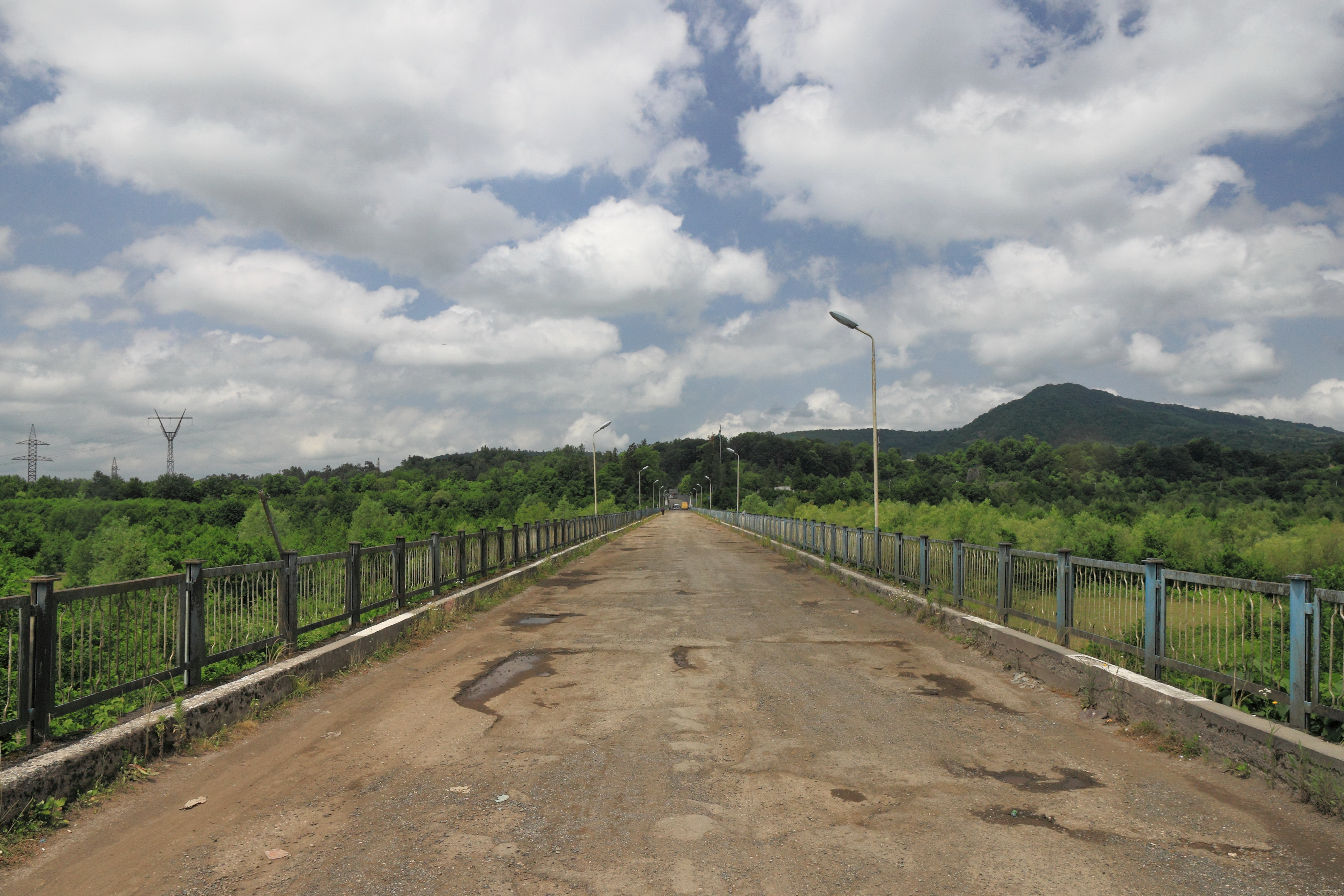
870-metrowy most na rzece Inguri, de facto granica między Gruzją a Abchazją

W maju 1998 roku wybuchł konflikt zbrojny w południowo-wschodniej Abchazji pomiędzy siłami abchaskimi a gruzińskimi ugrupowaniami partyzanckimi „Biały Legion” i „Leśni Bracia” zakończony zwycięstwem Abchazów. Efektem tego konfliktu było także to, iż co najmniej połowa Megrelów, którzy w poprzednich latach wrócili do swoich domów, musiała wówczas ponownie uciekać do Gruzji. Od jesieni 1999 roku władze Rosji zawarły z Abchazją porozumienie o ruchu bezwizowym, znacznie ułatwiono otrzymanie rosyjskiego obywatelstwa przez mieszkańców Abchazji, od tego czasu większość ludności Abchazji (około 80–90%) przyjęła obywatelstwo rosyjskie na co wpłynęło to, że paszporty abchaskie, wprowadzone do obiegu tylko od 2005 roku (do tego czasu ludność Abchazji korzystała z dowodów osobistych z czasów ZSRR), nie są uznawane w świecie.
W październiku 2001 roku miał miejsce jeszcze jeden krótkotrwały konflikt zbrojny z Gruzją.
Pod koniec lipca 2006 roku do górnego Kodori (terytorium leżącego w abchaskiej części Swanetii niebędącego pod władzą zarówno rządu abchaskiego, jak i gruzińskiego) wkroczyły siły gruzińskie. Rządzący tym terenem abchaski Swan Emzar Kwicjani, który wcześniej wystąpił przeciwko rewolucji róż, następnie wypowiedział posłuszeństwo rządowi gruzińskiemu. Po dwóch dniach walk Gruzini zwyciężyli, a przegrany Kwicjani uciekł przez góry do Rosji. Po tym wydarzeniu, w Kodori, w wiosce Czchalta został „zainstalowany” progruziński rząd Autonomicznej Republiki Abchazji, od czasów wojny rezydujący w Tbilisi.
W sierpniu 2008 roku w czasie wojny w Południowej Osetii siły zbrojne Republiki Abchazji zdobyły wąwóz Kodori i osiągnęły granicę Abchazji z 1921 roku. W sierpniu 2008, po wygranej wojnie, nastąpiły masowe demonstracje pod hasłami uznania niepodległej Abchazji, a parlament Abchazji wystąpił z wnioskiem o uznanie niepodległości republiki. 26 sierpnia 2008 ówczesny rosyjski prezydent Dmitr Miedwiediew podpisał dokument uznający niepodległość Republiki Abchazji.
16 listopada 2011 roku Parlament Europejski uchwalił rezolucję, uznając obecność Rosjan w Abchazji za bezprawną okupację tych terenów.

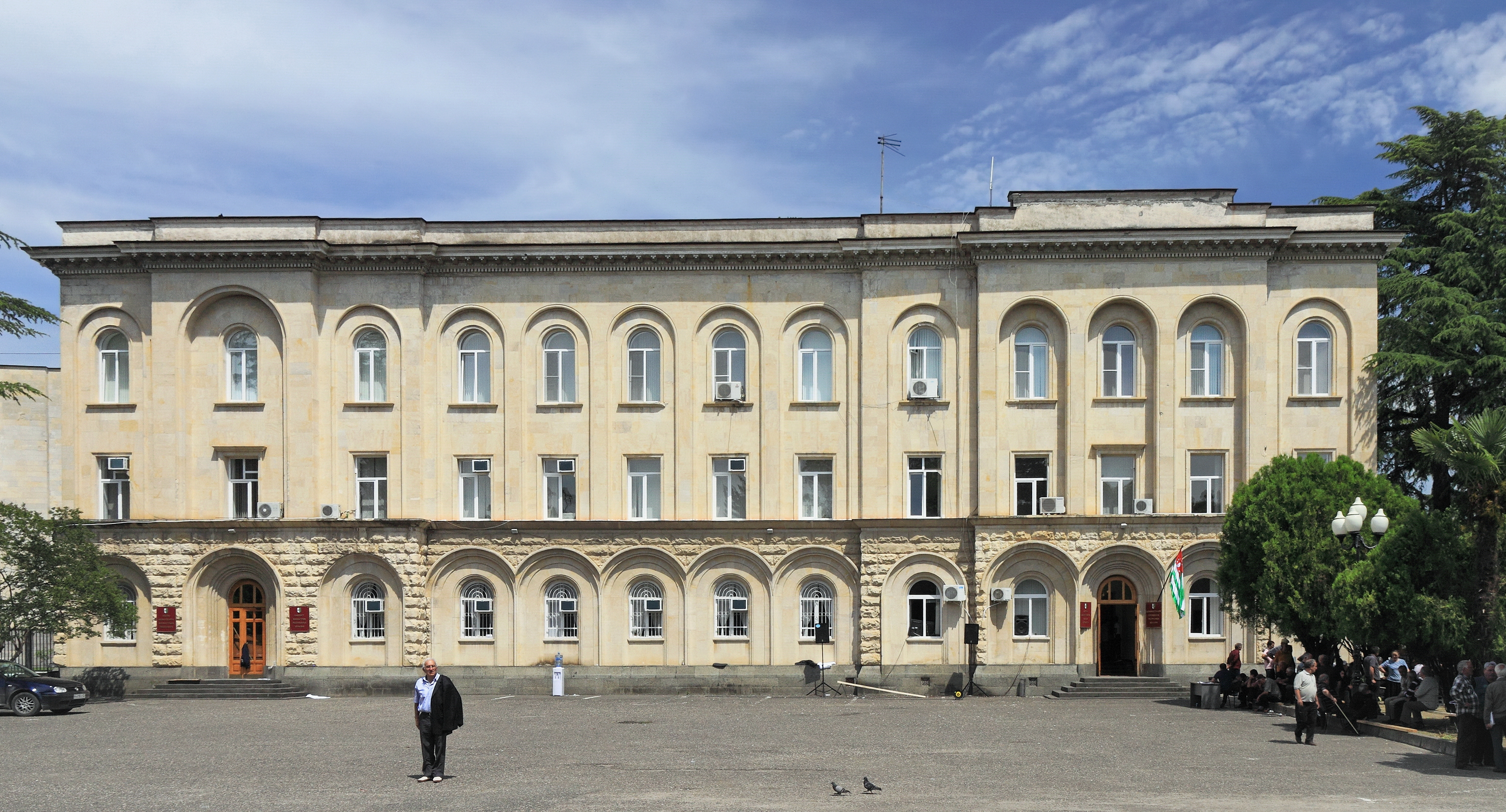
Siedziba rządu i prezydenta Republiki Abchazji w czasie majowej rewolucji abchaskiej

27 maja 2014 roku w Suchumi wybuchły wielotysięczne protesty przeciwko administracji, oskarżanej przez opozycję o korupcję i doprowadzenie do ekonomicznej zapaści państwa, które doprowadziły do ucieczki prezydenta Aleksandra Ankwaba, a później jego obalenia. Opozycja sformowała wówczas tzw. Radę Koordynacyjną, która wezwała do zawarcia nowego traktatu z Rosją oraz wstąpienia Abchazji do Unii Celnej i Unii Euroazjatyckiej, co miałoby być odpowiedzią na zapowiedź Gruzji wstąpienia do NATO. 31 maja parlament Republiki Abchazji zdecydował, iż prezydent Ankwab jest niezdolny do wykonywania swoich obowiązków, w związku z czym zdecydował o nowych wyborach prezydenckich, które 25 sierpnia 2014 roku wygrał przywódca opozycji – Raul Chadżymba.
24 listopada 2014 roku Rosja i Abchazja zawarły układ o sojuszu i strategicznym partnerstwie, który na 10 lat (z możliwością przedłużenia na kolejne pięcioletnie okresy) związał nieuznawane na arenie międzynarodowej państwo z Rosją. Układ ten nakłada na Abchazję obowiązek dostosowania jej ustawodawstwa celnego do aktów prawnych Eurazjatyckiej Unii Gospodarczej, a w części nieuregulowanej tymi aktami – do prawa Federacji Rosyjskiej. Z kolei Rosja zobowiązała się do sfinansowania w Abchazji podwyżek płac „głównych kategorii pracowników instytucji państwowych” w sferze ochrony zdrowia, edukacji, nauki, kultury, sportu i opieki społecznej (oraz emerytur mieszkańców Abchazji mających rosyjskie obywatelstwo) do poziomu w Południowym Okręgu Federalnym FR. Zgodnie z zawartym układem oba państwa będą wzajemnie wspierać się wojskowo w obliczu zagrożenia. W ciągu trzech lat ma powstać Połączona Grupa Wojsk, a abchaska armia ma zostać zmodernizowana na koszt Rosji. Traktat przewiduje także wspólną ochronę abchaskich granic (w praktyce granicy z Gruzją) oraz swobodę przepływu osób przez granicę abchasko-rosyjską. W ciągu dwóch lat ma również powstać Wspólne Centrum Informacyjno-Koordynacyjne dla wspólnej walki z przestępczością. Układ o sojuszu i partnerstwie strategicznym w grudniu 2014 roku ratyfikował parlament abchaski, zaś 23 stycznia 2015 roku dokonała tego rosyjska Duma Państwowa. Przeciwko układowi protestują władze Gruzji, które widzą w nim nieformalną aneksję Abchazji. Na podstawie tego układu 1 stycznia 2015 między oboma państwami zaczęła funkcjonować strefa wolnego handlu.

## Podział administracyjny
Republika Abchazji składa się z 7 rejonów:
- Rejon Gagra
- Rejon Gal
- Rejon Głylrypsz
- Rejon Gudauta
- Rejon Oczamczyra
- Rejon Suchumi
- Rejon Tkłarczal

## Gospodarka

### Rolnictwo
Uprawa winorośli, cytrusów, herbaty, drzewa tungowego i roślin olejkodajnych, hodowla, pszczelarstwo.

### Przemysł wydobywczy
Wydobycie węgla kamiennego, rud cynku, ołowiu, miedzi, rtęci i barytu.

### Przemysł przetwórczy
Rozwinięty przemysł spożywczy (herbaciany, winiarski, tytoniowy).

### Usługi
Ważny ośrodek turystyczny (liczne kąpieliska i uzdrowiska).

### Transport
Doliną Kodori biegnie dawna Suchumska Droga Wojenna (do Stawropola). Główny port morski i lotniczy znajdują się w Suchumi.

## Demografia
W 1897 roku jedyny w carskiej Rosji spis powszechny ludności wykazał, że w dystrykcie Suchumi (zbliżonym terytorialnie do dzisiejszej Abchazji) językiem abchaskim posługiwało się prawie 60% ludności.
Po 1989 roku nastąpił znaczny spadek ludności republiki. Nastąpiło to w wyniku wymuszonej emigracji po uzyskaniu niepodległości (co najmniej 250 tysięcy).
| Rok  | Łącznie | Gruzini | Abchazowie | Rosjanie | Ormianie | Grecy  |
| ---- | ------- | ------- | ---------- | -------- | -------- | ------ |
| 1886 | 68 773  | 34 806  | 28 320     | 1 216    | 1 090    | 2 140  |
| 1926 | 186 004 | 67 494  | 55 918     | 12 553   | 25 677   | 14 045 |
| 1939 | 311 885 | 91 967  | 56 197     | 60 201   | 49 705   | 34 621 |
| 1959 | 404 738 | 158 221 | 61 193     | 86 715   | 64 425   | 9 101  |
| 1970 | 486 959 | 199 596 | 77 276     | 92 889   | 74 850   | 13 114 |
| 1979 | 486 082 | 213 322 | 83 087     | 79 730   | 73 350   | 13 642 |
| 1989 | 525 061 | 239 872 | 93 267     | 74 913   | 76 541   | 14 664 |
| 2003 | 214 016 | 45 953  | 94 606     | 23 420   | 44 870   | 1 486  |

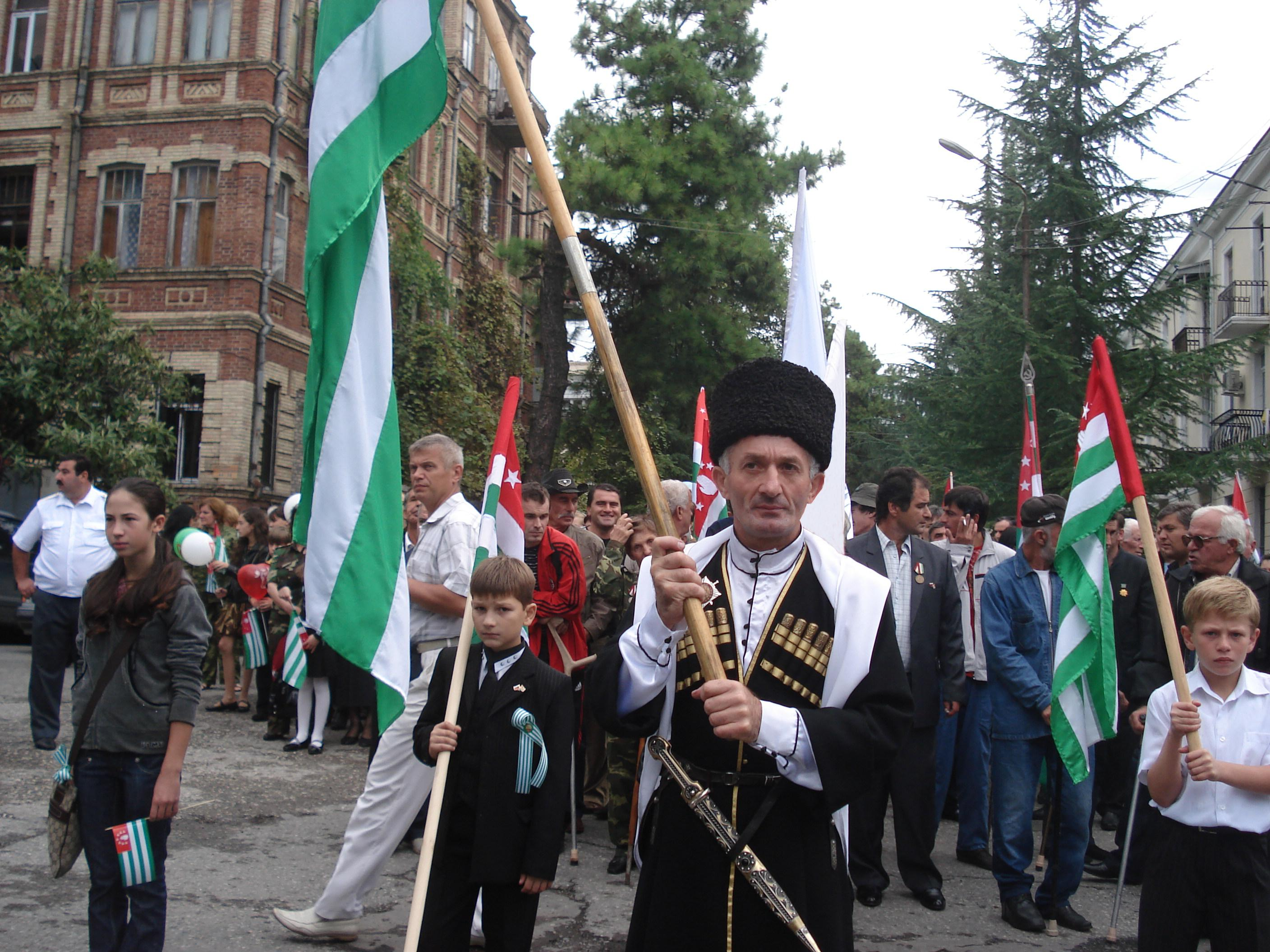
Abchazowie

Zmiany struktury ludności na przestrzeni lat:
| Narodowości | 1939  | 1959  | 1970  | 1979  | 1989  | 2003  | 2011  |
| ----------- | ----- | ----- | ----- | ----- | ----- | ----- | ----- |
| Abchazowie  | 18,0% | 15,1% | 15,9% | 17,1% | 17,8% | 44,2% | 50,8% |
| Gruzini     | 29,5% | 39,1% | 41,0% | 43,9% | 45,7% | 20,6% | 19,3% |
| Ormianie    | 15,9% | 15,9% | 15,4% | 15,1% | 14,6% | 21,0% | 17,4% |
| Rosjanie    | 19,3% | 21,4% | 19,1% | 16,4% | 14,3% | 10,9% | 9,2%  |
| Ukraińcy    | 2,7%  | 2,8%  | 2,5%  | 2,1%  | 2,2%  | 0,8%  | 0,7%  |
| Grecy       | 11,1% | 2,2%  | 2,7%  | 2,8%  | 2,8%  | 0,7%  | 0,6%  |
| Osetyjczycy | –     | –     | 0,2%  | 0,2%  | 0,2%  | 0,2%  | 0,3%  |
| Estończycy  | 0,7%  | 0,5%  | 0,4%  | 0,3%  | 0,3%  | 0,2%  | 0,1%  |

Według spisu ludności z 2011 ludność Abchazji kształtuje się następująco:
| Łącznie        | Abchazowie      | Gruzini        | Ormianie       | Rosjanie      | Ukraińcy     | Grecy        | Turcy      | Osetyjczycy | Abazyńczycy | Estończycy |
| -------------- | --------------- | -------------- | -------------- | ------------- | ------------ | ------------ | ---------- | ----------- | ----------- | ---------- |
| 240 705 (100%) | 122 175 (50,8%) | 46 499 (19,3%) | 41 907 (17,4%) | 22 064 (9,2%) | 1 743 (0,7%) | 1 382 (0,6%) | 731 (0,3%) | 605 (0,3%)  | 355 (0,1%)  | 351 (0,1%) |

Większe miasta (2011):
| Miasto     | Liczba mieszkańców (w tys.) |
| ---------- | --------------------------- |
| Suchumi    | 62,9                        |
| Gagra      | 12,3                        |
| Gudauta    | 8,5                         |
| Gali       | 7,6                         |
| Oczamczyra | 5,3                         |
| Tkwarczeli | 5,0                         |

## Galeria

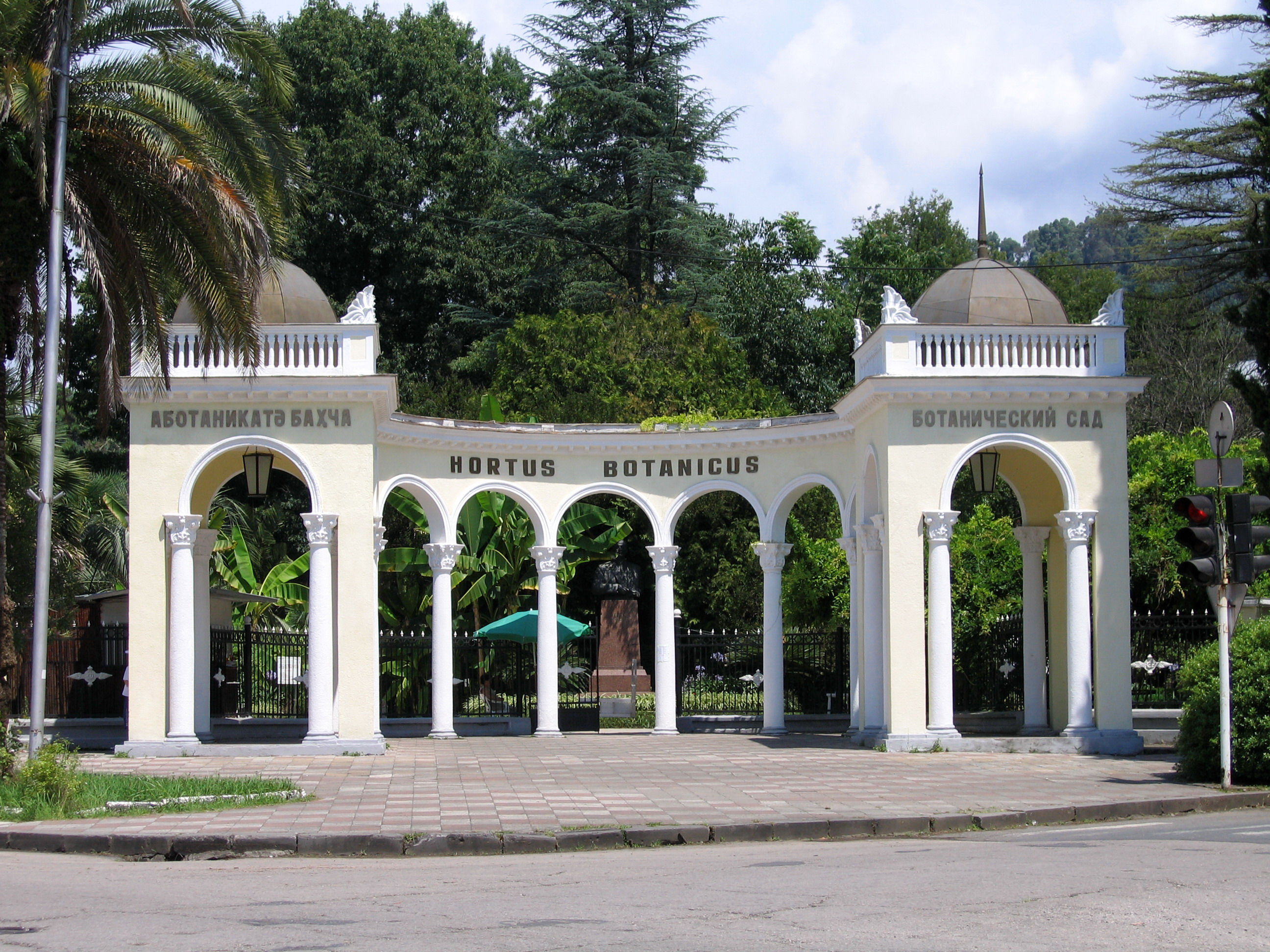
Ogród Botaniczny w Suchumi
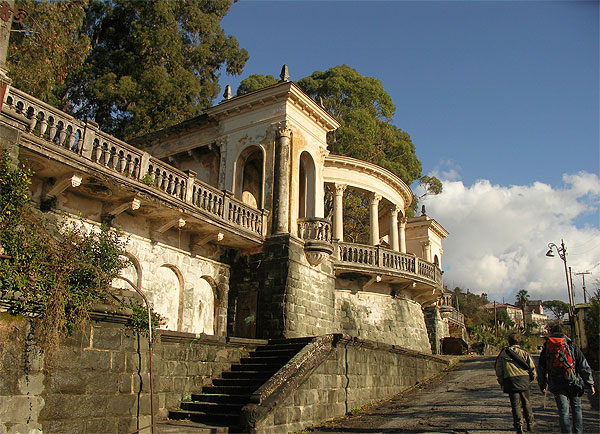
Suchumi
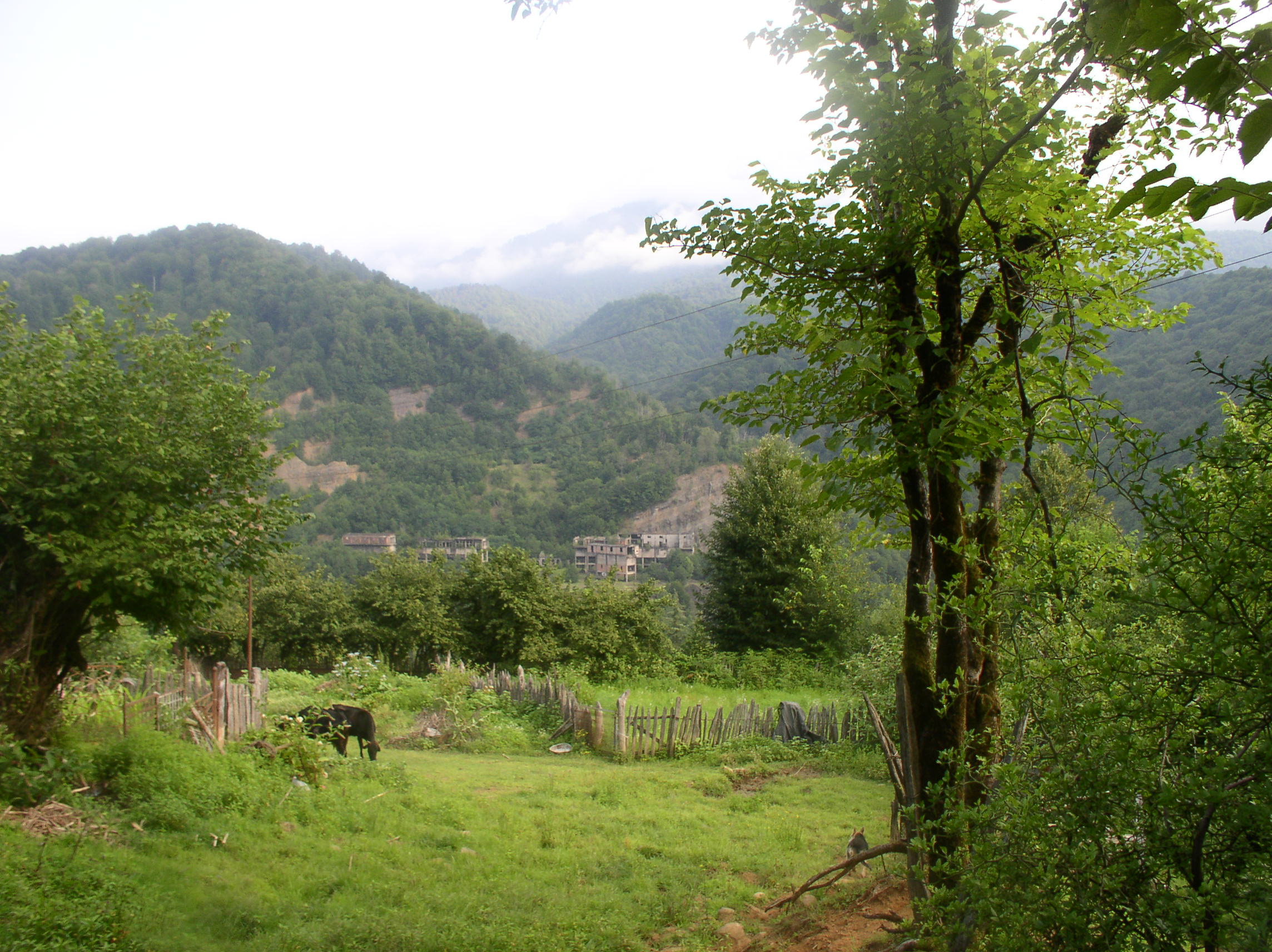
Krajobraz okolic miasta Tkwarczeli
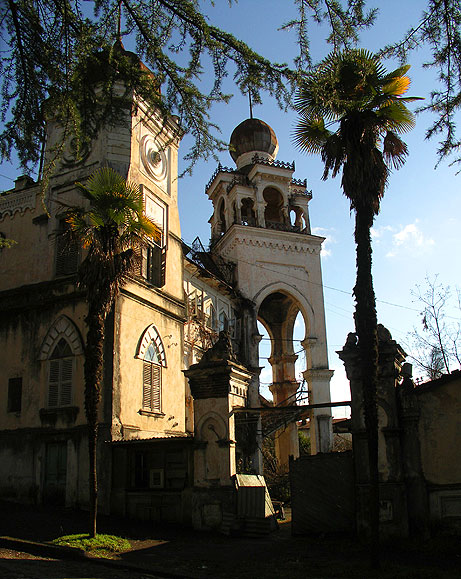
Willa Aloisi w Suchumi
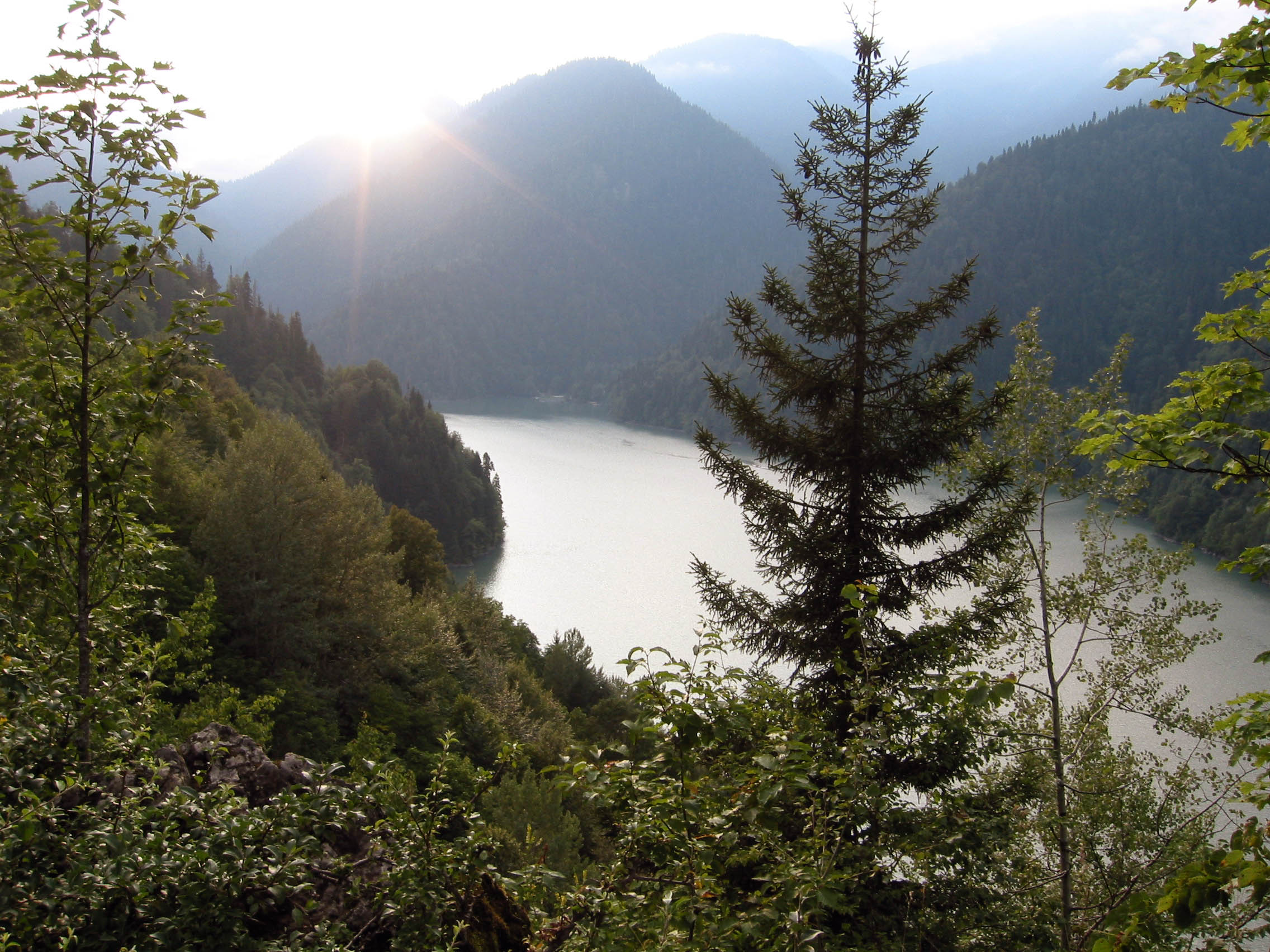
Jezioro Rica
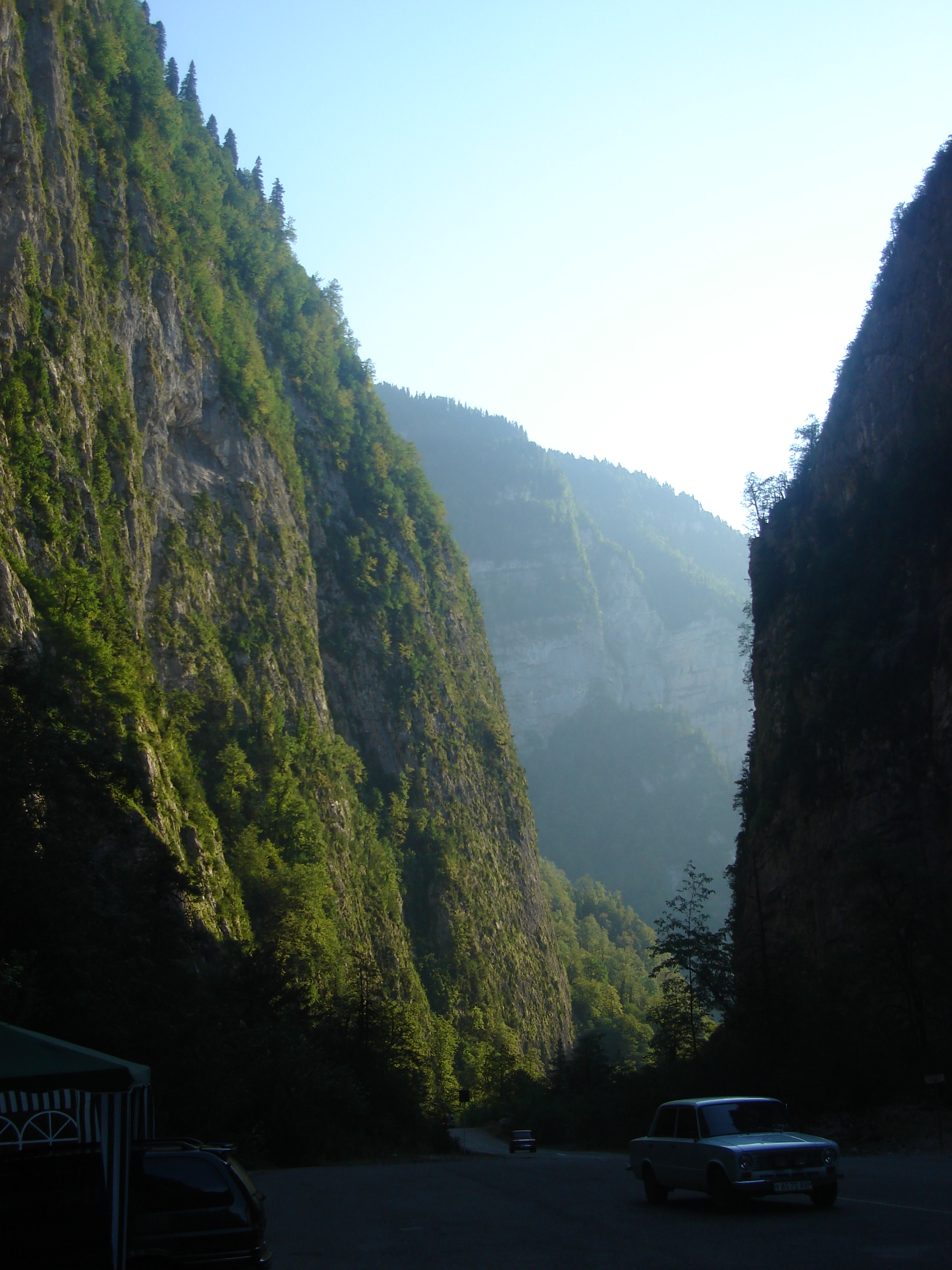
Wąwóz Gagra
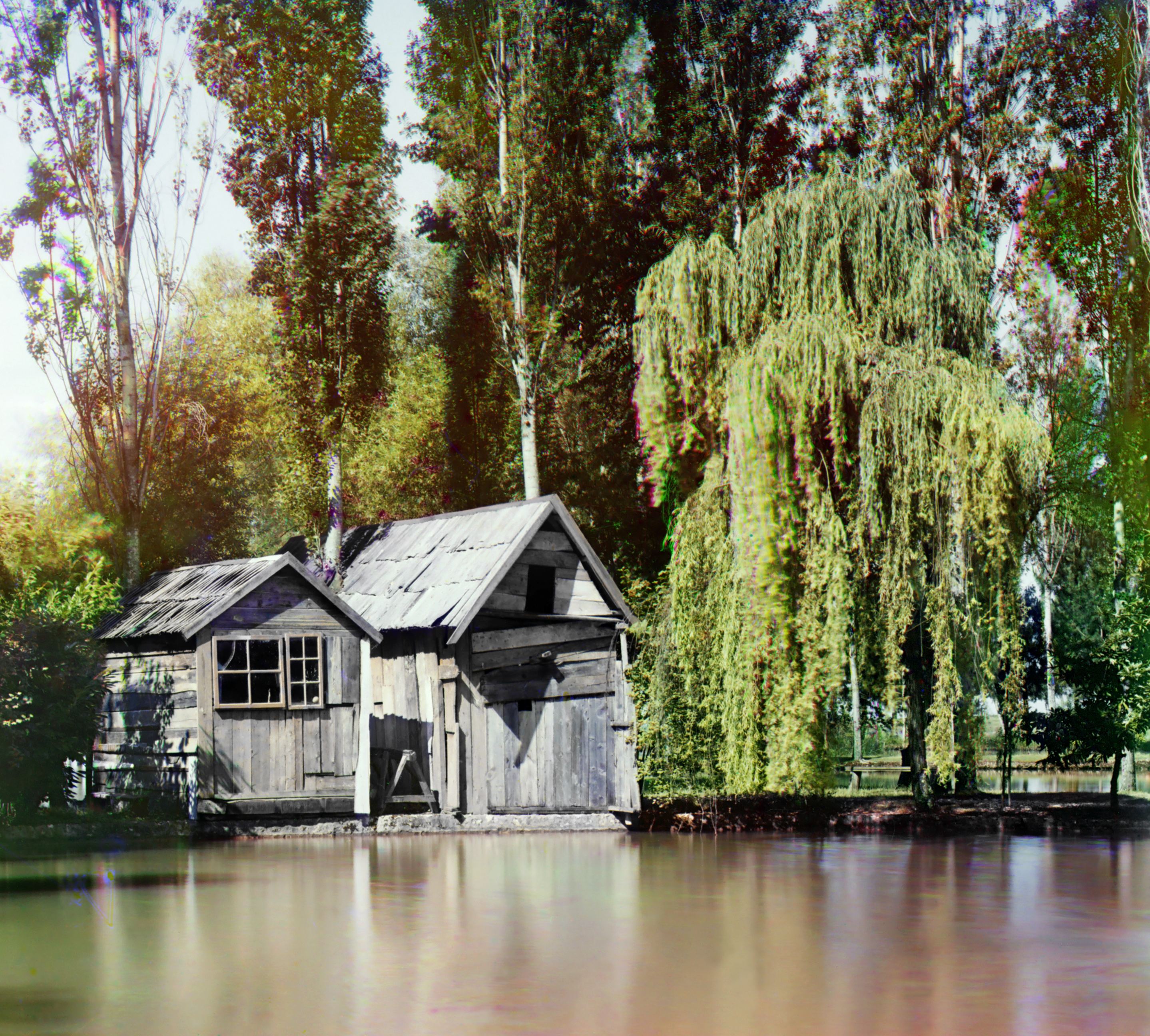
Nowy Aton
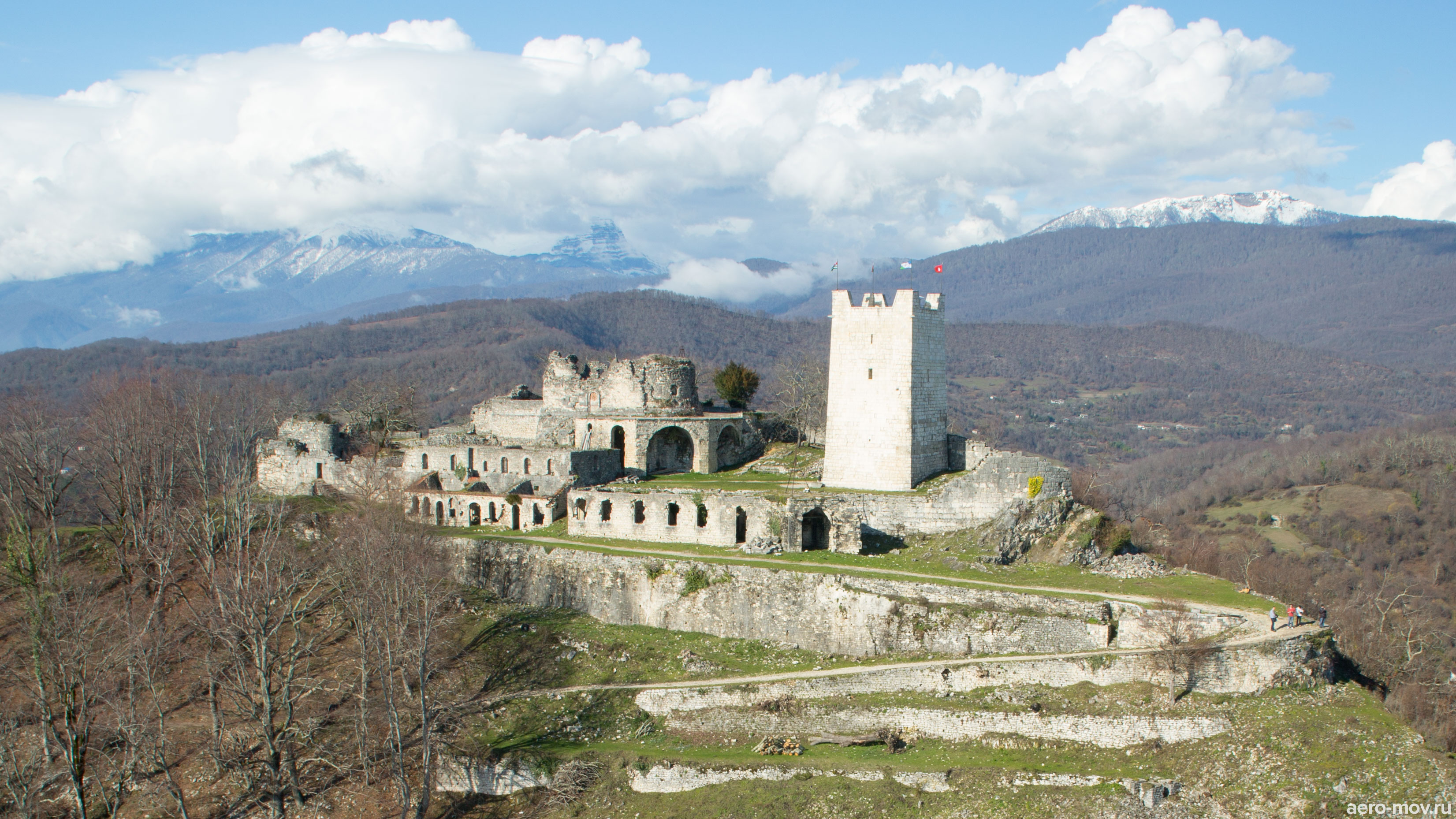
Zamek Anakopia koło Nowego Atonu